# Nadvláda (film)
Nadvláda (v anglickém originále Dominion) je australský dokumentární film z roku 2018, který natočil režisér Chris Delforce. Sleduje různé způsoby týrání zvířat: velkochovy hospodářských a kožešinových zvířat, množírny domácích zvířat, zvířata užívaná k zábavním činnostem, divoká zvířata a pokusy na zvířatech. Příklady ukazuje na prasatech, kuřatech, ovcích, rybách, liškách a dalších. Jednotlivé části namluvili herci Joaquin Phoenix, Rooney Mara a Sadie Sink, zpěvačka Sia a tatérka Kat Von D. Obsahuje mj. záznamy ze skrytých kamer a letecké záběry z dronů. Snímek byl zčásti financován dvěma crowdfundingovými kampaněmi, kde tvůrci vybrali 19 796 dolarů, resp. 63 977 dolarů.